# Prime (vidéaste)
Pour les articles homonymes, voir Prime.
Prime, de son vrai nom Amine Mekri, né le 24 septembre 1992 à Aubervilliers, est un entrepreneur, rappeur, vidéaste et designer français spécialisé dans le jeu vidéo et l'e-sport.
Ancien champion de France de football américain, il évolue aux postes de defensive back et de cornerback au sein de plusieurs équipes françaises et québécoises jusqu'à ce qu'une blessure ne le contraigne à mettre un terme à sa carrière sportive.
Contraint de changer de carrière, il décide de s'orienter vers YouTube en 2012, où il se fait connaître avec des vidéos sur la série FIFA. Il acquiert rapidement une certaine notoriété auprès du grand public avec ses performances humoristiques. En parallèle, pour proposer une bande sonore libre de droits à ses vidéos, il se lance dans la musique, qu'il qualifie de pop urbaine. Sa carrière musicale se professionnalise rapidement, et il dévoile son premier projet U.S.S.O le 5 septembre 2019, rassemblant tous ses morceaux sortis depuis 2016 et visant à promouvoir son concert à la salle de spectacle de l'Olympia. Le 5 avril 2020, il publie un EP, Xander. Il en sort un deuxième, le 15 juin 2022, qu'il intitule RE. en référence à son retour après plus de deux ans. Dans ce dernier figure notamment KELAWIN, l'hymne de l'équipe e-sport qu'il co-dirige avec Kameto, la Karmine Corp.
Autodidacte et sans maison de disque — ce qui pose régulièrement problème aux organisateurs de festivals auxquels il participe, il remplit le Bataclan le 3 novembre 2017, puis l'Olympia le 7 septembre 2019. Il possède 1,6 million d'abonnés en 2022.

## Biographie

### Jeunesse et débuts
Né dans une famille d'origine algérienne à Aubervilliers en Seine-Saint-Denis, il grandit dans la Cité des 4000 de La Courneuve.
Il se lance dans le football américain à 14 ans, d'abord pour les Flash de La Courneuve puis l'équipe de France junior, qu'il rejoint très tôt. Ses bonnes performances au pays lui permettent d'intégrer les Filons du Cégep de Thetford au Québec, une équipe de niveau collégial.

### Football canadien et équipe de France junior
Son arrivée au sein de sa division est remarquée puisqu'il remporte l'honneur individuel de « joueur défensif par excellence » de la semaine 4 et le titre de « meilleure recrue défensive » du circuit collégial canadien. Sélectionné en équipe de France junior, il participe au championnat d'Europe junior de football américain 2011 (en) à Séville, où les Français sont finalistes. Par contre ses résultats scolaires insuffisants l'obligent à passer l'été à Thetford Mines et le manque d'argent le pousse à commettre des actes délictueux qui l'amènent en prison.
En janvier 2012, il est sélectionné pour l'International Bowl (en), un match entre les meilleurs joueurs de high school américains et une sélection des meilleurs joueurs juniors du reste du monde.
Prime décide de revenir en France au printemps 2012 entre le cégep (équivalent du lycée) et l'université le temps d'une saison chez les Spartiates d'Amiens,. Saison durant laquelle il est victime d'une déchirure du ligament croisé à la suite d'un cutback lors d'une rencontre à Asnières-sur-Seine en avril 2012, ce qui l'oblige à être alité durant près de 3 mois,. Sans carte vitale à jour, il travaille comme poissonnier pour financer son séjour à l'hôpital et son opération.
Après une « rééducation de titan », il est retenu par le Vert & Or de l'Université de Sherbrooke après avoir considéré les Stingers de Concordia et le Rouge et Or de l'Université Laval. Il est pressenti comme un des meilleurs futurs joueurs du Vert & Or grâce à sa rapidité et son gabarit. Bien que sa blessure l'empêche de s'aligner pour le Vert & Or, il poursuit ses études à l'Université de Sherbrooke au Canada, puis rentre définitivement en France après 5 ans de l'autre côté de l'Atlantique. Forcé de changer de carrière, il décide de s'orienter vers YouTube, où il se fait connaître avec des vidéos sur la série FIFA.

### Orientation vers YouTube
En 2016, il se tourne vers les vlogs et commence la série #LAVIDE, toujours en cours aujourd'hui, où il filme son quotidien avec ses proches ou sa famille. Il entreprend de nombreux voyages à l'étranger comme aux États-Unis, au Maroc ou en Colombie pour proposer un contenu varié. En parallèle, il se lance dans la musique, qu'il qualifie de pop urbaine. Il dira à ce sujet : « J'utilisais des musiques pour faire mes vidéos et je devais reverser des droits d'auteur. Ça m'a saoulé. Je me suis dit que j'allais faire ma propre musique pour ne pas payer ». Il publie régulièrement des clips sur sa chaîne YouTube mais également sur Spotify et Deezer. Il connaît un mois d'août 2017 haut en couleur puisqu'il réalise sa première apparition sur scène en tant que rappeur et dépasse le cap du million d'abonnés sur YouTube.

### Streaming et festivals
En 2018, et avec l'émergence de Fortnite, il se tourne vers le streaming et la plateforme Twitch où il gagne en popularité, tout en continuant ses activités sur YouTube. En août, il participe au festival des Ardentes. En fin d'année, il inaugure avec Gotaga une gaming house, intitulée SCUF House,. En début d'année 2019, il participe au plateau de Radio Sexe. Il annonce ensuite qu'il ne fera aucun festival de l'année car sa volonté de rester indépendant et de ne pas avoir de maison de disque pose un problème aux organisateurs.

### Implication dans l'e-sport et victoires européennes
Fin 2020, il annonce en partenariat avec le streameur Kameto fonder la Karmine Corp, une équipe e-sport engagée principalement sur League of Legends mais aussi TrackMania, Valorant, Rocket League et Teamfight Tactics. Du fait de la communauté importante des deux streameurs, elle devient une des équipes les  plus populaires et participe à la popularisation de l'e-sport auprès du grand public. Dès 2021, et pour ses débuts dans la compétition, son équipe remporte le championnat de France printanier de la Ligue française de League of Legends contre les Misfits Premier et se qualifie pour les European Masters. Le dimanche 2 mai 2021, la Karmine Corp remporte les European Masters face à BT Excel (3-1). Le samedi 7 mai 2022, l'équipe remporte à nouveau les European Masters face à LDLC OL (3-1).
En juin 2022, Kameto et Prime organisent avec leur équipe un évènement spécial à l'Accor Arena, où leurs joueurs de Valorant et de League of Legends jouent un match de saison régulière devant plus de 12 000 spectateurs à Bercy et 175 000 en ligne sur Twitch. Cet évènement est marquant pour l'équipe, car il prouve que la Karmine rivalise avec les plus grands clubs du monde en termes d'audience et d'engagements de ses fans.

## Polémiques et controverses

### Accusation de détournement de fonds
À partir de 2022, des tensions ont éclaté entre Kameto et Prime, cofondateurs de la Karmine Corp, après des accusations de détournement de fonds. Prime aurait utilisé des ressources de l’entreprise à des fins personnelles et signé des contrats sans l’accord de Kameto, notamment avec le label Play Two, ce qui a provoqué des dissensions. Kameto a dû racheter les parts de Prime, mettant son argent personnel en jeu,.

## Vie privée
En 2010, sans papier à jour, il part pour Thetford Mines, au Québec, dans le but d'intégrer l'équipe des Filons. Dans l'incapacité de changer légalement de territoire sans tuteur légal, il est adopté par le président de son lycée. Il confiera à ce sujet lors d'un entretien avec Ouest-France : « Aujourd'hui, j'ai un papa au Canada ».

## Discographie

### Singles
| Année | Titre              | Meilleure position | Certifications       | Album   |
| Année | Titre              | FR                 | Certifications       | Album   |
| ----- | ------------------ | ------------------ | -------------------- | ------- |
| 2017  | Nex                | —                  | —                    | Re.     |
| 2019  | Melrose            | —                  | - France (SNEP) : Or | U.S.S.O |
| 2020  | Canon Long         | 86                 | —                    | Re.     |
| 2020  | J'aime pas l'amour | —                  | - France (SNEP) : Or | Xander  |
| 2021  | KELAWIN            | —                  | —                    | Re.     |
| 2021  | QLF (QUE LES FAUX) | —                  | —                    | Re.     |
| 2021  | UN PIED            | —                  | —                    | Re.     |
| 2022  | L'ÉCLAIR           | —                  | —                    | —       |
| 2022  | TOUT DROIT         | —                  | —                    | —       |
| 2023  | BERNABÉU           | —                  | —                    | —       |
| 2023  | IMPALA             | —                  | —                    | —       |